# ورالاندا
ورالاندا (به لاتین: Weralanda) یک منطقهٔ مسکونی در سری‌لانکا است که در استان مرکزی واقع شده‌است.